# Casa Aleix (Tremp)
La Casa Aleix és una obra racionalista de Tremp (Pallars Jussà) protegida com a Bé Cultural d'Interès Local.

## Descripció
Edifici construït entre mitgeres i situat al carrer Peresall. Es tracta d'una construcció de quatre altures, planta baixa i tres pisos. Destaca pel joc volumètric establert a partir de l'alternança d'obertures convencionals, amb altres que projecten a l'exterior petites tribunes semicirculars, fet que pot emmarcar l'edifici dins l'estètica racionalista.